# آلي كوندي
آليسون برايتويت كوندي (بالإنجليزية: Allyson Braithwaite Condie) هي كاتبة خيال شباب بالغين أمريكية، تكتب بالدرجة الأولى باسم آلي كوندي (بالإنجليزية: Ally Condie). كتبت ثلاثية مطابقة (Matched)، ديستوبيا خيال علمي، التي يعتبر كتابها الأول بنفس اسمها من قائمة نيويورك تايمز لأكثر الكتب مبيعا.

## روابط خارجية
- آلي كوندي على موقع IMDb (الإنجليزية)
- آلي كوندي على موقع ميوزك برينز (الإنجليزية)